# Stanfield, North Carolina
Stanfield är en ort i Stanly County i delstaten North Carolina, USA.